# Aalesunds Fotballklubb 2016
Questa voce raccoglie le informazioni riguardanti l'Aalesunds Fotballklubb nelle competizioni ufficiali della stagione 2016.

## Stagione
Il 30 ottobre 2015, l'Aalesund ha annunciato sul proprio sito internet d'aver confermato Trond Fredriksen come allenatore, precedentemente scelto ad interim in sostituzione dell'esonerato Harald Aabrekk. Fredriksen avrebbe così guidato la squadra anche nel 2016. L'11 dicembre è stato ufficializzato il calendario per il campionato 2016, con l'Aalesund che avrebbe cominciato la stagione nel fine settimana dell'11-13 marzo 2016, ospitando lo Stabæk. L'8 gennaio 2016, a seguito della partenza di Sten Grytebust, Bjørn Helge Riise è stato nominato nuovo capitano della squadra.
Il 1º aprile è stato sorteggiato il primo turno del Norgesmesterskapet 2016: l'Aalesund avrebbe così fatto visita allo Spjelkavik. Al secondo turno, la squadra è stata sorteggiata contro l'Herd. Al turno successivo, l'Aalesund avrebbe fatto visita al Brattvåg. Nel corso di questa sfida, l'Aalesund è stato eliminato ai tiri di rigore, salutando così la competizione al terzo turno.
Il 29 luglio, l'Aalesund ha rimosso Karl Oskar Fjørtoft dal ruolo di assistente dell'allenatore Trond Fredriksen. Il 17 agosto, l'olandese Anton Joore è stato scelto al suo posto.
L'Aalesund ha chiuso il campionato al 9º posto finale.

## Maglie e sponsor
Lo sponsor tecnico per la stagione 2016 è stato Umbro, mentre lo sponsor ufficiale è stato Sparebanken Møre. La divisa casalinga era composta da una maglietta arancione con due strisce verticali blu, pantaloncini blu e calzettoni arancioni. Quella da trasferta era costituita da una maglia bianca con rifiniture blu, pantaloncini arancioni e calzettoni blu.
| Casa | Trasferta |

## Rosa
| N. |                           | Ruolo | Calciatore            |
| -- | ------------------------- | ----- | --------------------- |
| 1  | Norvegia (bandiera)       | P     | Andreas Lie           |
| 2  | Danimarca (bandiera)      | D     | Mikkel Kirkeskov      |
| 3  | Islanda (bandiera)        | D     | Daníel Leó Grétarsson |
| 4  | Finlandia (bandiera)      | D     | Tero Mäntylä          |
| 5  | Norvegia (bandiera)       | D     | Oddbjørn Lie          |
| 6  | Paesi Bassi (bandiera)    | D     | Vito Wormgoor         |
| 6  | Norvegia (bandiera)       | D     | John Arne Riise       |
| 7  | Costa d'Avorio (bandiera) | A     | Franck Boli           |
| 8  | Norvegia (bandiera)       | C     | Fredrik Carlsen       |
| 9  | Svezia (bandiera)         | A     | Carl Björk            |
| 10 | Norvegia (bandiera)       | C     | Peter Orry Larsen     |
| 11 | Islanda (bandiera)        | C     | Aron Þrándarson       |
| 14 | Paesi Bassi (bandiera)    | A     | Edwin Gyasi           |
| 15 | Brasile (bandiera)        | C     | Marlinho              |
| 18 | Norvegia (bandiera)       | C     | Vebjørn Hoff          |

| N. |                     | Ruolo | Calciatore                   |
| -- | ------------------- | ----- | ---------------------------- |
| 19 | Kosovo (bandiera)   | A     | Flamur Kastrati              |
| 20 | Norvegia (bandiera) | C     | Thomas Martinussen           |
| 21 | Norvegia (bandiera) | C     | Bjørn Helge Riise (capitano) |
| 22 | Islanda (bandiera)  | D     | Adam Örn Arnarson            |
| 23 | Norvegia (bandiera) | D     | Edvard Skagestad             |
| 24 | Norvegia (bandiera) | P     | Lars Cramer                  |
| 30 | Norvegia (bandiera) | A     | Mustafa Abdellaoue           |
| 31 | Norvegia (bandiera) | A     | Sebastian Andreassen         |
| 32 | Norvegia (bandiera) | P     | Sondre Sødergren             |
| 35 | Norvegia (bandiera) | D     | Lars Valderhaug              |
| 36 | Norvegia (bandiera) | C     | Emil Solnørdal               |
| 37 | Norvegia (bandiera) | D     | Joakim Barstad               |
| 38 | Norvegia (bandiera) | C     | Jørgen Hatlehol              |
| 39 | Norvegia (bandiera) | D     | Sigurd Tafjord               |
| 40 | Norvegia (bandiera) | C     | Sondre Fet                   |

## Calciomercato

### Sessione invernale(dal 01/01 al 31/03)
| Arrivi | Arrivi            | Arrivi          | Arrivi     |
| R.     | Nome              | da              | Modalità   |
| ------ | ----------------- | --------------- | ---------- |
| P      | Lars Cramer       |                 | svincolato |
| D      | Adam Örn Arnarson | Nordsjælland    | definitivo |
| D      | Mikkel Kirkeskov  | Odense          | definitivo |
| D      | John Arne Riise   |                 | svincolato |
| C      | Marlinho          | Duque de Caxias | definitivo |
| A      | Franck Boli       | Liaoning        | prestito   |
| A      | Edwin Gyasi       | Roda JC         | definitivo |

| Partenze         | Partenze        | Partenze            | Partenze      |
| R.               | Nome            | a                   | Modalità      |
| ---------------- | --------------- | ------------------- | ------------- |
| P                | Sten Grytebust  |                     | svincolato    |
| D                | Mikael Dyrestam |                     | svincolato    |
| D                | Akeem Latifu    |                     | svincolato    |
| D                | Jo Nymo Matland |                     | svincolato    |
| C                | Henrik Bjørdal  | Brighton            | definitivo    |
| C                | Elias Dahlberg  |                     | svincolato    |
| C                | Magne Hoseth    |                     | svincolato    |
| A                | Carl Björk      | Nyköpings BIS       | definitivo    |
| A                | Leke James      | Beijing Enterprises | definitivo    |
| Altre operazioni |                 |                     |               |
| R.               | Nome            | da                  | Modalità      |
| C                | Marlinho        | Duque de Caxias     | fine prestito |

### Tra le due sessioni
| Arrivi | Arrivi | Arrivi | Arrivi   |
| R.     | Nome   | da     | Modalità |
| ------ | ------ | ------ | -------- |

| Partenze | Partenze           | Partenze | Partenze   |
| R.       | Nome               | a        | Modalità   |
| -------- | ------------------ | -------- | ---------- |
| D        | John Arne Riise    |          | ritiro     |
| C        | Thomas Martinussen | Brattvåg | definitivo |

### Sessione estiva(dal 21/07 al 17/08)
| Arrivi | Arrivi          | Arrivi       | Arrivi     |
| R.     | Nome            | da           | Modalità   |
| ------ | --------------- | ------------ | ---------- |
| D      | Vito Wormgoor   |              | svincolato |
| A      | Flamur Kastrati | Strømsgodset | definitivo |

| Partenze | Partenze | Partenze | Partenze |
| R.       | Nome     | a        | Modalità |
| -------- | -------- | -------- | -------- |

## Risultati

### Eliteserien

#### Girone di andata
| Arbitro: | Hansen (Feda) |

|                 |           |  |
| Orry Larsen 47’ | Marcatori |  |

| Arbitro: | Døvle (Larvik) |

|                                           |           |  |
| Troost-Ekong 9’ Tronstad 38’ Karikari 90’ | Marcatori |  |

| Arbitro: | Hagen (Grue) |

|                |           |                          |
| Orry Larsen 6’ | Marcatori | 59’ Johansen 83’ Karadas |

| Arbitro: | Johnsen (Tønsberg) |

|                 |           |  |
| Reginiussen 69’ | Marcatori |  |

| Arbitro: | Døvle (Larvik) |

|          |           |                             |
| Boli 11’ | Marcatori | 42’ Bringaker 56’ Abdullahi |

| Arbitro: | Steen (Bergen) |

|            |           |          |
| Friday 38’ | Marcatori | 39’ Boli |

| Arbitro: | Eskås (Oslo) |

|                                                           |           |  |
| Abdellaoue 30’, 48’, 52’ Boli 41’ Hoff 47’ Þrándarson 82’ | Marcatori |  |

| Arbitro: | Moen (Haugesund) |

|                 |           |  |
| Gulbrandsen 90’ | Marcatori |  |

| Arbitro: | Hobber Nilsen (Oslo) |

|               |           |                                                         |
| Abdellaoue 1’ | Marcatori | 13’ Sveen 51’ (aut.) Kirkeskov 64’ Ramsland 66’ Koomson |

| Arbitro: | Hagen (Grue) |

|              |           |  |
| Trondsen 45’ | Marcatori |  |

| Arbitro: | Skjerven (Kaupanger) |

|               |           |             |
| Skagestad 78’ | Marcatori | 66’ Nwakali |

| Arbitro: | Eskås (Oslo) |

|  |           |           |
|  | Marcatori | 8’ O. Lie |

| Arbitro: | Hagen (Grue) |

|                |           |                         |
| Gyasi 12’, 83’ | Marcatori | 71’ Ómarsson 88’ Wæhler |

| Arbitro: | Steen (Bergen) |

|                                                         |           |                               |
| Keita 17’ Kirkeskov 26’ (aut.) Vilsvik 74’ Kastrati 90’ | Marcatori | 5’ Abdellaoue 34’ Orry Larsen |

| Arbitro: | Eskås (Oslo) |

|                                          |           |           |
| Occéan 16’, 59’ Bentley 38’ Zekhnini 67’ | Marcatori | 47’ Gyasi |

#### Girone di ritorno
| Arbitro: | Steen (Bergen) |

|               |           |            |
| Skagestad 90’ | Marcatori | 2’ Rashani |

| Arbitro: | Edvartsen (Hamar) |

|                                                                                  |           |  |
| Acosta 23’ Skagestad 38’ (aut.) Heltne Nilsen 59’ Huseklepp 65’ Karadas 77’, 85’ | Marcatori |  |

| Arbitro: | Skjerven (Kaupanger) |

|                        |           |  |
| Kirkeskov 49’ Boli 52’ | Marcatori |  |

| Arbitro: | Hafsås (Trondheim) |

|              |           |                                   |
| Espejord 14’ | Marcatori | 4’ (aut.) Antonsen 20’ Abdellaoue |

| Arbitro: | Hagen (Grue) |

|  |           |                        |
|  | Marcatori | 42’ Brustad 55’ Hestad |

| Arbitro: | Døvle (Larvik) |

|                                  |           |  |
| Grossman 16’ Keita 30’ Kassi 86’ | Marcatori |  |

| Arbitro: | Eskås (Oslo) |

|                  |           |                             |
| Fet 13’ Boli 83’ | Marcatori | 11’ Mortensen 24’ Kirkevold |

| Arbitro: | Skjerven (Kaupanger) |

|             |           |                                              |
| Nwakali 18’ | Marcatori | 51’ B. Riise 74’ Þrándarson 76’ Fet 87’ Boli |

| Arbitro: | Hafsås (Trondheim) |

|                                                   |           |                         |
| Gyasi 14’ Carlsen 51’ Abdellaoue 62’ B. Riise 73’ | Marcatori | 1’ Tokstad 90’ Pedersen |

| Arbitro: | Johnsen (Tønsberg) |

|  |           |               |
|  | Marcatori | 1’ Abdellaoue |

| Arbitro: | Steen (Bergen) |

|           |           |  |
| Gyasi 85’ | Marcatori |  |

| Arbitro: | Edvartsen (Hamar) |

|                    |           |  |
| Saltnes 63’ (aut.) | Marcatori |  |

| Arbitro: | Steen (Bergen) |

|                            |           |                                          |
| Pedersen 26’ Bringaker 89’ | Marcatori | 35’, 57’ (rig.) Abdellaoue 69’ Kirkeskov |

| Arbitro: | Lundby (Bøverbru) |

|                                            |           |                                            |
| Abdellaoue 28’ (rig.), 57’ Orry Larsen 72’ | Marcatori | 21’ Agdestein 30’ Skjerve 78’ Hajradinović |

| Arbitro: | Hagen (Grue) |

|                        |           |                                                            |
| Psyché 3’ Ramsland 17’ | Marcatori | 12’ Abdellaoue 23’ Þrándarson 35’ Gyasi 76’ (aut.) Teniste |

### Norgesmesterskapet
| Arbitro: | Hansen Grøtta |

|  |           |                       |
|  | Marcatori | 51’ (rig.) Abdellaoue |

| Arbitro: | Smehus Kringstad |

|                                 |           |                                           |
| Kristjánsson 6’, 12’ Rekdal 75’ | Marcatori | 40’ Fet 87’ J. Riise 88’, 103’ Abdellaoue |

| Arbitro: | Hauge (Bergen) |

|                                                       |                      |                                               |
| Nakken Høivik 92’                                     | Marcatori            | 115’ Abdellaoue                               |
| Mambouana Nakken Høivik Palacios Nekrouf Hildrestrand | Tiri di rigore 5 – 4 | O. Lie Kirkeskov B. Riise J. Riise Abdellaoue |

## Statistiche

### Statistiche di squadra
| Competizione       | Punti | In casa | In casa | In casa | In casa | In casa | In casa | In trasferta | In trasferta | In trasferta | In trasferta | In trasferta | In trasferta | Totale | Totale | Totale | Totale | Totale | Totale | DR |
| Competizione       | Punti | G       | V       | N       | P       | Gf      | Gs      | G            | V            | N            | P            | Gf           | Gs           | G      | V      | N      | P      | Gf     | Gs     | DR |
| ------------------ | ----- | ------- | ------- | ------- | ------- | ------- | ------- | ------------ | ------------ | ------------ | ------------ | ------------ | ------------ | ------ | ------ | ------ | ------ | ------ | ------ | -- |
| Eliteserien        | 42    | 15      | 6       | 5       | 4       | 27      | 21      | 15           | 6            | 1            | 8            | 19           | 30           | 30     | 12     | 6      | 12     | 46     | 51     | -5 |
| Norgesmesterskapet | -     | 0       | 0       | 0       | 0       | 0       | 0       | 3            | 2            | 1            | 0            | 6            | 4            | 3      | 2      | 1      | 0      | 6      | 4      | +2 |
| Totale             | -     | 15      | 6       | 5       | 4       | 27      | 21      | 18           | 8            | 2            | 8            | 25           | 34           | 33     | 14     | 7      | 12     | 52     | 55     | -3 |

### Andamento in campionato
| Giornata  | 1 | 2 | 3  | 4  | 5  | 6  | 7  | 8  | 9  | 10 | 11 | 12 | 13 | 14 | 15 | 16 | 17 | 18 | 19 | 20 | 21 | 22 | 23 | 24 | 25 | 26 | 27 | 28 | 29 | 30 |
| --------- | - | - | -- | -- | -- | -- | -- | -- | -- | -- | -- | -- | -- | -- | -- | -- | -- | -- | -- | -- | -- | -- | -- | -- | -- | -- | -- | -- | -- | -- |
| Luogo     | C | T | C  | T  | C  | T  | C  | T  | C  | T  | C  | T  | C  | T  | T  | C  | T  | C  | T  | C  | T  | C  | T  | C  | T  | C  | C  | T  | C  | T  |
| Risultato | V | P | P  | P  | P  | N  | V  | P  | P  | P  | N  | V  | N  | P  | P  | N  | P  | V  | V  | P  | P  | N  | V  | V  | V  | V  | V  | V  | N  | V  |
| Posizione | 5 | 8 | 11 | 14 | 15 | 14 | 10 | 12 | 13 | 14 | 14 | 12 | 12 | 12 | 14 | 14 | 15 | 15 | 14 | 14 | 15 | 15 | 14 | 13 | 12 | 10 | 10 | 9  | 9  | 9  |

Fonte:  Tippeligaen 2016, su altomfotball.no, Altomfotball. URL consultato l'11 gennaio 2017 (archiviato dall'url originale il 13 gennaio 2017).
Legenda:

Luogo: C = Casa; T = Trasferta. Risultato: V = Vittoria; N = Pareggio; P = Sconfitta.

### Statistiche dei giocatori
| Giocatore      | Eliteserien | Eliteserien | Eliteserien | Eliteserien | Norgesmesterskapet | Norgesmesterskapet | Norgesmesterskapet | Norgesmesterskapet | Coppe europee | Coppe europee | Coppe europee | Coppe europee | Altre coppe | Altre coppe | Altre coppe | Altre coppe | Totale   | Totale | Totale      | Totale     |
| Giocatore      | Presenze    | Reti        | Ammonizioni | Espulsioni  | Presenze           | Reti               | Ammonizioni        | Espulsioni         | Presenze      | Reti          | Ammonizioni   | Espulsioni    | Presenze    | Reti        | Ammonizioni | Espulsioni  | Presenze | Reti   | Ammonizioni | Espulsioni |
| -------------- | ----------- | ----------- | ----------- | ----------- | ------------------ | ------------------ | ------------------ | ------------------ | ------------- | ------------- | ------------- | ------------- | ----------- | ----------- | ----------- | ----------- | -------- | ------ | ----------- | ---------- |
| M. Abdellaoue  | 29          | 13          | 1           | 0           | 3                  | 5                  | 0                  | 0                  |               |               |               |               |             |             |             |             | 32       | 18     | 1           | 0          |
| S. Andreassen  | 0           | 0           | 0           | 0           | 0                  | 0                  | 0                  | 0                  |               |               |               |               |             |             |             |             | 0        | 0      | 0           | 0          |
| J. Barstad     | 0           | 0           | 0           | 0           | 0                  | 0                  | 0                  | 0                  |               |               |               |               |             |             |             |             | 0        | 0      | 0           | 0          |
| C. Björk       | 0           | 0           | 0           | 0           | 0                  | 0                  | 0                  | 0                  |               |               |               |               |             |             |             |             | 0        | 0      | 0           | 0          |
| F. Boli        | 27          | 6           | 6           | 0           | 2                  | 0                  | 0                  | 0                  |               |               |               |               |             |             |             |             | 29       | 6      | 6           | 0          |
| F. Carlsen     | 24          | 1           | 6           | 0           | 0                  | 0                  | 0                  | 0                  |               |               |               |               |             |             |             |             | 24       | 1      | 6           | 0          |
| L. Cramer      | 2           | -7          | 0           | 0           | 2                  | -4                 | 0                  | 0                  |               |               |               |               |             |             |             |             | 4        | -11    | 0           | 0          |
| S. Fet         | 16          | 2           | 1           | 0           | 3                  | 1                  | 0                  | 0                  |               |               |               |               |             |             |             |             | 19       | 3      | 1           | 0          |
| D. Grétarsson  | 12          | 0           | 0           | 1           | 2                  | 0                  | 0                  | 0                  |               |               |               |               |             |             |             |             | 14       | 0      | 0           | 1          |
| E. Gyasi       | 26          | 6           | 5           | 0           | 2                  | 0                  | 0                  | 0                  |               |               |               |               |             |             |             |             | 28       | 6      | 5           | 0          |
| J. Hatlehol    | 0           | 0           | 0           | 0           | 0                  | 0                  | 0                  | 0                  |               |               |               |               |             |             |             |             | 0        | 0      | 0           | 0          |
| V. Hoff        | 27          | 1           | 2           | 0           | 2                  | 0                  | 0                  | 0                  |               |               |               |               |             |             |             |             | 29       | 1      | 2           | 0          |
| F. Kastrati    | 3           | 0           | 0           | 0           | -                  | -                  | -                  | -                  |               |               |               |               |             |             |             |             | 3        | 0      | 0           | 0          |
| A. Lie         | 28          | -44         | 2           | 0           | 1                  | -0                 | 0                  | 0                  |               |               |               |               |             |             |             |             | 29       | -44    | 2           | 0          |
| O. Lie         | 26          | 1           | 2           | 0           | 1                  | 0                  | 0                  | 0                  |               |               |               |               |             |             |             |             | 27       | 1      | 2           | 0          |
| T. Mäntylä     | 3           | 0           | 0           | 0           | 1                  | 0                  | 1                  | 0                  |               |               |               |               |             |             |             |             | 4        | 0      | 1           | 0          |
| Marlinho       | 12          | 0           | 0           | 0           | 3                  | 0                  | 0                  | 0                  |               |               |               |               |             |             |             |             | 15       | 0      | 0           | 0          |
| T. Martinussen | 1           | 0           | 0           | 0           | 2                  | 0                  | 0                  | 0                  |               |               |               |               |             |             |             |             | 3        | 0      | 0           | 0          |
| P. Orry Larsen | 25          | 4           | 2           | 0           | 2                  | 0                  | 0                  | 0                  |               |               |               |               |             |             |             |             | 27       | 4      | 2           | 0          |
| B. Riise       | 24          | 2           | 7           | 1           | 3                  | 0                  | 0                  | 0                  |               |               |               |               |             |             |             |             | 27       | 2      | 7           | 1          |
| J. Riise       | 10          | 0           | 0           | 0           | 3                  | 0                  | 2                  | 0                  |               |               |               |               |             |             |             |             | 13       | 0      | 2           | 0          |
| E. Skagestad   | 24          | 2           | 1           | 0           | 2                  | 0                  | 0                  | 0                  |               |               |               |               |             |             |             |             | 26       | 2      | 1           | 0          |
| S. Sødergren   | 0           | -0          | 0           | 0           | 0                  | -0                 | 0                  | 0                  |               |               |               |               |             |             |             |             | 0        | 0      | 0           | 0          |
| E. Solnørdal   | 0           | 0           | 0           | 0           | 0                  | 0                  | 0                  | 0                  |               |               |               |               |             |             |             |             | 0        | 0      | 0           | 0          |
| S. Tafjord     | 0           | 0           | 0           | 0           | 0                  | 0                  | 0                  | 0                  |               |               |               |               |             |             |             |             | 0        | 0      | 0           | 0          |
| A. Þrándarson  | 29          | 3           | 2           | 0           | 2                  | 0                  | 0                  | 0                  |               |               |               |               |             |             |             |             | 31       | 3      | 2           | 0          |
| L. Valderhaug  | 0           | 0           | 0           | 0           | 0                  | 0                  | 0                  | 0                  |               |               |               |               |             |             |             |             | 0        | 0      | 0           | 0          |
| V. Wormgoor    | 11          | 0           | 3           | 0           | -                  | -                  | -                  | -                  |               |               |               |               |             |             |             |             | 11       | 0      | 3           | 0          |